# Tales of Graces
Tales of Graces (テイルズ オブ グレイセス, Teiruzu Obu Gureisesu) es un videojuego de Rol japonés perteneciente a la serie Tales of que en principio salió de manera exclusiva para la consola Wii de Nintendo y posteriormente fue relanzado para la PlayStation 3 de Sony bajo el nombre de Tales of Graces F (テイルズオブグレイセス, Teiruzu Obu Gureisesu  Efu). Es el decimosegundo título de toda la franquicia siendo el sucesor de esta entrega Tales of Xillia.

## Historia
Tales of Graces se sitúa en un mundo conocido como Ephinea. La gente de Ephinea hace uso de una sustancia llamada Eleth que ha permitido el florecimiento de su civilización, tal sustancia es albergada en cristales llamados Cryas y creada en Valkines Cryas. En Ephinea hay tres reinos: Windor, Stratha, y Fendel, que compiten por su dominación.
En la remota región de Windor se encuentra la ciudad de Lhant. El hijo mayor del señor feudal, Asbel, es un brillante y alegre niño que pasó su infancia como cualquier otro niño sin preocupaciones: disfrutando de la vida cotidiana junto con sus irreemplazables amigos. Después de un incidente desconocido, despertó una fuerte determinación lo que le llevó a alistarse con un caballero de la academia de la capital.
Tales of Graces tiene lugar siete años después del incidente. Asbel ha crecido y se ha convertido en un buen caballero. Sin embargo, después de la muerte de su padre, Aston, Asbel renuncia a su sueño de ser un caballero y hacerse cargo de la posición de su padre, como señor feudal.

## Juego
La exploración en Tales of Graces es diferente a lo que habíamos visto hasta ahora en juegos de la serie Tales of que utilizan una Overworld cuando viajan entre ciudades y mazmorras. Los jugadores pueden ahora viajar libremente entre los campos, las mazmorras y zonas de la ciudad.

### Sistema de batalla
Tales of Graces se usa el sistema de batalla Style Shift Linear Motion Battle System SS-LMBS. En este sistema, los personajes tienen dos diferentes estilos de lucha en los que elegir. Que se pueden ajustar a los botones A y B, y el jugador es capaz de cambiar libremente entre los estilos en la batalla.
Los personajes también son capaces de eludir en una línea de 360 grados alrededor del enemigo.

## Tales of Graces F
Tales of Graces F (テイルズ オブ グレイセス F Teiruzu obu Gureisesu Efu?), estilizado como Tales of Graces ƒ, es una adaptación del juego Tales of Graces para la PlayStation 3 y fue lanzada el 2 de diciembre de 2010. La letra "F" en el nombre significa "Futuro".
El juego incluye un epílogo adicional que tiene lugar seis meses después del fin de la historia original llamada "Lineaje hacia el futuro" y va a desvelar los misterios restantes del juego con un guion del cual se dice que tendrá una duración de 10 horas. Además, esta adaptación cuenta con una nueva historia adicional dentro de la historia original, gráficos mejorados en alta definición, nuevos secretos del juego, nuevos trajes y nuevos personajes.
El juego cuenta con varios tie-ins con otros personajes incluyendo cuatro trajes de la serie de manga y anime Code Geass, Suzaku para Asbel, C.C. para Sophie, Kallen para Cheria y Zero para Richard así como un traje de Toro para Pascal y un traje de Hatsune Miku para Sophie.

### Diferencias respecto a la versión Wii
Al igual que Tales of Vesperia la versión de PS3 de Tales Of graces también ha recibido contenido adicional mostrado a continuación:
- El juego incluye historia adicional situada seis meses después del final original del juego, el nombre del capítulo se traduce como "Lineaje hacia el futuro" que resolverá los cabos que quedaron sin atar. (De ahí proviene la coletilla "F" del título, de Futuro)
- Nuevas escenas
- Gráficos mejorados en alta definición
- Nuevos skins para todos los personajes
- Nuevos Artes
- 4 trajes que provienen del anime Code Geass

## Personajes

### Asbel Lhant
(アスベル・ラント, Asuberu Ranto)
- Voz Japonés: Takahiro Sakurai
- Edad: 18
- Sexo: masculino
- Arma: Espadas

Asbel es el personaje principal de la historia. Es el hijo mayor del señor feudal del territorio Lhant, vive en la frontera de Windor. Después de un incidente empezó a tener un fuerte deseo de llegar a ser más fuerte para proteger a sus seres queridos, él entró en la academia de aprendizaje para caballeros de la capital. Tiene 18 años, y ha crecido hasta convertirse en un serio y educado espadachín. Su sueño era convertirse en un caballero, pero ha decidido que va a ocupar la posición del señor feudal de Lhant debido a la muerte de su padre. Sus estilos de pelea son con la espada desenvainada y con la espada envainada. Muchos de sus artes tienen atributos elementales.

### Sophie
(ソフィ, Sofi )
- Voz Japonés: Kana Hanazawa
- Edad: Desconocida
- Arma: Brazales

Sophie es la principal protagonista. Es una joven chica con la que se encuentra Asbel. Ella ha perdido su memoria y no tiene ningún recuerdo de su pasado. Su nombre, Sophie, se lo otorgó Asbel. En uno de sus estilos de pelea, tiene artes físicos, que incluyen ataques de rango con forma de láser o diferentes proyectiles. Su otro estilo de pelea son artes de curación, que afectan a un solo aliado.

### Hubert Ozwell
(ヒューバート・オズウェル, Hyūbāto Ozuweru)
- Voz Japonés: Takahiro Mizushima
- Edad: 17
- Sexo: masculino
- Arma: Pistolas Duales que se convierten en espadas de doble filo y un arco

El hermano menor de Asbel por un año. Actualmente es lugarteniente en la milicia de Stratha. Aunque es de la familia Lhant, se hizo miembro de la familia Oswell en la ausencia de Asbel. En uno de sus estilos de pelea, lucha con su espada de doble filo; haciendo daño físico muy pesado. En su otro estilo de pelea, son artes con pistola y curativos. Solo tiene dos artes curativos; Antidote y Healing Wind.

### Cheria Barnes
(シェリア・バーンズ, Sheria Bānzu)
- Voz Japonés: Shiho Kawaragi
- Edad: 18
- Sexo: femenino
- Arma: Dagas

La nieta del mayordomo trabajando para la casa de Lhant. Tiene una actitud positiva, y ve la dificultad con optimismo. Tiene sentimientos por Asbel, pero no es honesta con él al respecto. Quiere ser útil para los habitantes de Lhant. El estilo primario de ataque de Cheria es lanzar dagas de una distancia al enemigo, lo que le permite atacar desde un lugar seguro. Su otro estilo de pelea consiste de artes 
ofensivos de elemento sagrado y artes curativos que afectan un área o todos los aliados.

### Pascal
(パスカル, Pasukaru)
- Voz Japonés: Kana Ueda
- Edad: 22
- Sexo: femenino
- Arma: Bastón Rifle

Una técnico genio que Asbel conoce en su viaje. Le cuesta trabajo darse cuenta de lo que pasa alrededor, y no es nada prudente con sus palabras. En uno de sus estilos de pelea usa su bastón modificado para lanzar proyectiles como si fuera un rifle, lo que le permite usar hechizos sin temer ser interrumpida. Sin embargo, esto es contra-productivo, ya que dibuja un círculo en el suelo donde está parada, para que el hechizo esté enfocado en esa área. Esto quiere decir que muchos de sus hechizos funcionan mejor a distancia corta del enemigo.

### Malik Caesars
(マリク・シザース, Mariku Shizāsu)
- Voz Japonés: Hiroki Touchi
- Edad: 40
- Sexo: masculino
- Arma: Sables Boomerang

El excelente y honorable instructor de la escuela de caballeros de Asbel, quien le admira mucho. Todos respetan su opinión, y es considerado como el mentor y el más maduro del equipo. Aunque parece un personaje físico, es el principal usuario de magia ofensiva. Al contrario de los hechizos de Pascal, sus hechizos no se centran en él, sino más bien se centran en el enemigo. Sus hechizos generalmente abarcan gran área y hacen mucho daño. Su otro estilo de pelea son ataques de rango largo que involucran lanzar su boomerang que siempre regresa.

### Richard
(リチャード, Richādo)
- Voz Japonés: Daisuke Namikawa, Yūko Sanpei (pequeño)
- Edad: 19
- Sexo: masculino
- Arma: Espadas Delgadas

El príncipe de Windor y amigo de la infancia de Asbel y Sophie. Él ama la paz y se ha ganado el respeto de todas las personas de su nación. Él le tiene mucha lealtad y confianza a Asbel desde su niñez.